# Leptosiphon melingii
Leptosiphon melingii är en blågullsväxtart som först beskrevs av Ira Loren Wiggins, och fick sitt nu gällande namn av J.M. Porter och L.A. Johnson. Leptosiphon melingii ingår i släktet Leptosiphon och familjen blågullsväxter. Inga underarter finns listade i Catalogue of Life.